# 제2차 나고르노카라바흐 전쟁
제2차 나고르노카라바흐 전쟁 또는 2020년 아르메니아-아제르바이잔 전쟁은 아르메니아 및 자치공화국인 아르차흐 공화국과 아제르바이잔 사이에서 진행되었던 전쟁으로, 여전히 해결되지 않은 나고르노카라바흐 분쟁의 연장선 상에 있다.

아르메니아
아르차흐 공화국이 실제로 통제하는 구 자치현의 영토
아르차흐 공화국이 실제로 통제하는 다른 아제르바이잔 영토
분쟁 이전에 아제르바이잔이 실제로 통제하는 영토
분쟁 발생 후 새로 점령 된 아제르바이잔 영토

전쟁은 2020년 9월 27일 아침, 나고르노카라바흐 연락선을 따라 충돌이 벌어지면서 시작되었다. 교전국 모두 민간인 및 군인 사상자가 발생했다고 보고했다. 전쟁이 발발하자 아르메니아와 아르차흐 공화국은 계엄령과 동원령을 선포했고, 아제르바이잔 역시 계엄령과 통행금지령을 선포했다. 9월 28일 아제르바이잔에서는 부분동원령이 선포되었다.
다양한 국가들과 유엔은 분쟁을 비판하고 양측에 분쟁을 완화하고 지체 없이 의미 있는 협상을 시작할 것을 요구했지만, 아프가니스탄, 이란, 파키스탄과 터키는 아제르바이잔을 지지했다. 특히 터키는 아제르바이잔에 군사적 지원을 제공했다는 의혹을 받고 있다.
국제적으로 분석가들은 아제르바이잔이 전쟁을 개시했다고 믿고 있으며, 이들이 전쟁을 일으킨 주요 목표는 산지가 적고 점령하기 쉬운 남부 나고르노카라바흐를 차지하기 위함이라고 보고 있다. 터키가 아제르바이잔을 지원하는 이유 역시 이 지역에서 자신들의 영향력을 증대시킴과 동시에 현재 캅카스 지역에서 영향력이 증가하는 러시아를 견제하기 위한 것이라고 보고 있다.

## 배경
이 전쟁은 아르메니아와 아제르바이잔 사이의 논란 지역인 나고르노카라바흐와 관련된 분쟁인 나고르노카라바흐 분쟁에 속한다. 나고르노카라바흐는 법적으로는 아제르바이잔의 영토이지만, 자치공화국이자 아르메니아의 지원을 받는 아르차흐 공화국이 실질적으로 지배하고 있다. 이 지역에서의 민족 분쟁은 1980년대부터 시작되었고, 1991년 소련 해체 이후 전면전으로 확대되었다. 나고르노카라바흐 전쟁은 1994년 비쉬케크 협약을 통해 끝났고, 아르차흐 공화국이 나고르노카라바흐 지역과 아제르바이잔 영토 중 아그담, 제브라일, 퓌줄리, 칼바자르, 구발디, 라츤, 그리고 젠길란 지역을 다스리게 되었다. 약 30년 동안 휴전협약을 위반한 사건이 수없이 발생했고, 그 중 가장 심각한 사건이 2016년 나고르노카라바흐 전쟁이었다. 원래 영토분쟁의 특성상 국제사회의 중재를 통한 해결시도는 더디었는데, 마드리드 원칙이라는 평화안이 실패함으로써 양측의 적대감이 심화되었고 휴전은 사실상 물거품이 되었다. 아제르바이잔은 당초 여기서 Kelbajar, Lachin을 제외한 5개 지역을 요구했지만 만약 아르메니아가 합리적으로 바깥쪽에 있는 Fuzuli, Aghdam, Jabrayil의 2~3개 지역만 돌려주었더라면 원만하게 종전협정이 체결되어 무고한 사람들이 희생당하는 이러한 불상사가 생기지 않았을 수도 있다.
전쟁 발발 2개월 전인 2020년 7월, 아르메니아와 아제르바이잔의 국경에서 충돌이 발생했다. 수천명의 아제르바이잔인이 이 충돌에 맞서 아르메니아와 전쟁을 할 것을 요구했고, 터키가 아제르바이잔을 지지하는 선전 활동을 벌였다.
2020년 7월 23일, 아르메니아는 러시아와의 합동방공체계를 시작한다고 선언했으며, 2020년 7월의 충돌을 분석했다고 말했다. 일주일 뒤, 아제르바이잔은 7월 29일부터 8월 10일까지 군사훈련을 진행했으며, 터키의 개입 하에 9월 초까지 훈련을 실시했다.
터키의 아제르바이잔 지지 정책은 이들의 새로운 확장주의 정책인 신오스만주의 정책과 맞닿아 있으며, 시리아, 이라크, 그리고 동지중해에서의 군사 개입과도 연관되어 있다.
전쟁 발발 이전 함자 사단에서 온 시리아 국민군 수백 명이 아제르바이잔에 파견되었다는 논란이 제기되었고, 터키 대통령 에르도안과 연관된 터키 언론은 이라크와 시리아의 인민수호부대와 쿠르디스탄 노동자당 요원들이 아제르바이잔에 맞서서 아르메니아 무장단체들을 훈련하기 위해 나고르노카라바흐 지역에 파견되었다고 주장했다. 아르메니아와 아제르바이잔 정부 모두 외국군대의 주둔에 대한 논란을 부인했다.

## 전쟁의 전개

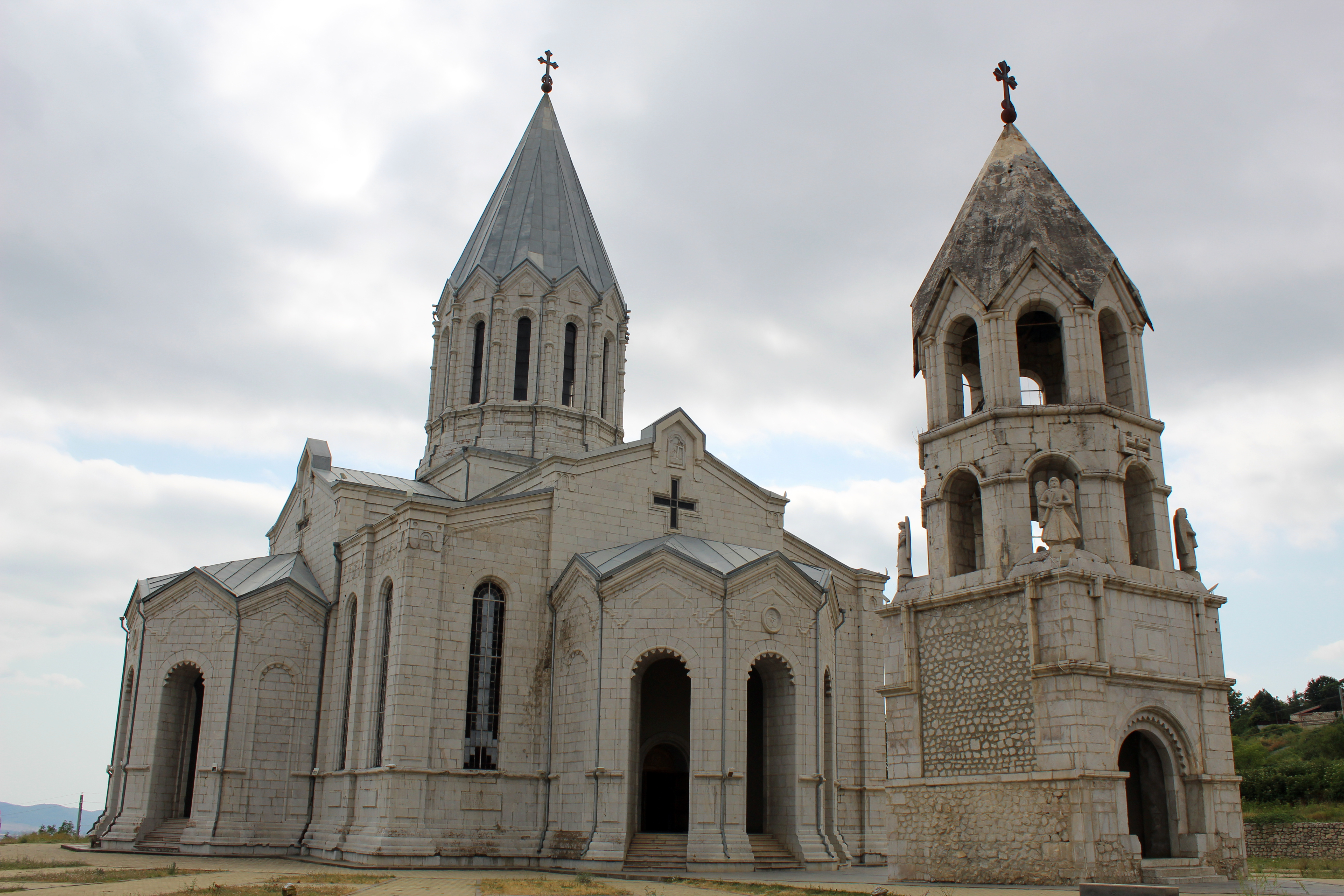
슈샤의 아르메니아 교회가 파괴되기 전 모습

2020년 9월 27일 오전 8시 3분, 아르차흐 공화국 대통령실은 아제르바이잔이 침략을 했다고 발표했다.
반면에 오전 6시, 아제르바이잔은 아르메니아군이 대규모 선제공격을 감행했다고 발표했다.
아르메니아는 또 아제르바이잔 헬기 4대가 격추됐고 아제르바이잔 탱크와 전투차량 33대가 포격으로 파괴됐다고 주장했다. 아제르바이잔의 국방부는 헬리콥터 2대가 격추되었다는 아르메니아의 이전 주장을 부인했다.
9월 28일, 아제르바이잔이 보유한 터키산 바이락타르 TB2 무인공격기가 아르메니아 T-72 전차를 UMTAS 대전차 미사일로 파괴하는 동영상이 공개되었다. 미국의 MQ-1 프레데터 무인공격기와 제원이 유사하다. 사거리 8 km UMTAS 대전차 미사일 4발을 장착한다. 또한, 아제르바이잔군은 아르차흐에서 가장 높은 봉우리인 무로브다그를 점령했다고 밝혔다.
29일, 개전 사흘째로, 아르메니아 국방부는 "개전 이후 아제르바이잔 군의 헬기 4대와 무인기 49대, 탱크 80대, 수송 차량 82대, 항공기 1대를 격추했다"고 밝혔다.
10월 1일, 아제르바이잔 국방부는 지난달 27일 개전 이후 아르메니아의 누적 손실이 병력 2300명, 탱크 130대, 대전차 무기 50기, 수송 차량 6대, 화포 200문, 군용 차량 55대, 방공 시스템 25기, 러시아제 S-300 지대공미사일 1기에 달한다고 밝혔다. 반면, 아르메니아 국방부는 아제르바이잔이 병력 920명, 헬기 7대, 무인기 83대, 탱크 166대, 항공기 1대, 다연장로켓 1대의 손실을 봤다고 주장했다.
10월 3일, 아제르바이잔군이 북동부의 마다기즈(Mataghis)와 탈리시를 점령했다. 이후 이곳은 수고브샨(Suqovuşan)으로 개명되었다.
10월 7일, 아제르바이잔은 무단으로 이란 국경을 월경해 아르차흐 공화국 남부로 공세를 감행했다. 초기 공세는 예상치 못한 방향에서의 기습에 놀란 아르차흐군(아르메니아군)을 패퇴시키고 재브라이을구를 장악하는 등 성공적이었고, 중심지 재브라이을에서 사진을 찍기도 했다. 하지만 이후 아르메니아의 반격으로 공세를 나선 기갑부대가 재브라이을에서 포위당하며, 결국 대부분 병력이 다시 아제르바이잔으로 후퇴했지만 기갑부대는 포위당한채로 휴전협정이 진행되었다. 다만 아제르바이잔 기갑부대의 포위여부는 아르메니아 측 주장이며 당장 이 주장이 나온 1일 뒤인 10월 10일 아제르바이잔군이 북쪽의 하드루트시 방향으로 상당히 깊게 진격한 점을 보면 진실은 모른다.
10월 10일(현지시간) AP통신 등에 따르면 세르게이 라브로프 러시아 외무장관은 “아제르바이잔과 아르메니아가 사망자 시신과 포로 교환을 위해 이날 정오부터 휴전하는데 동의했다”고 전했다. 라브로프 장관은 “양국은 대화를 시작하고 적십자 국제위원회가 인도적 지원의 중재자가 될 것”이라고 설명했다.
10월 11일 아제르바이잔군은 아르메니아의 S300포대 3개를 격파했다.
10월 13일~14일 아제르바이잔군은 재브라이을쪽 남부전선에서 다시 전면공세를 감행했고, 이 공세는 성공적으로 진행되어 하드루트(Hadrut)인근의 고지와 소규모 마을들을 대부분 장악해 하드루트를 포위하는데 성공했다. 동시에 동부의 퓌즐리구에서도 공세를 감행해 일부 산악지대를 점령하는데 성공하기도 했다.
10월 16일 아제르바이잔은 하드루트를 완전히 장악했음을 증명하는 영상을 국방부 유튜브 채널에 게시했다.
10월 17일 아제르바이잔군이 동부의 군사공항이 있는 도시인 퓌즐리를 점령하는데 성공했음이 확인되었다.
10월 17일~20일까지는 전세가 불리해진 아르메니아군이 남부 평야에서 대부분 후퇴함에 따라 아제르바이잔군은 남부지대의 마을들을 빠르게 장악하고 있다.
20일 기준 아제르바이잔이 아르메니아 본토 국경에서 불과 7킬로미터 떨어진 젠길란시를 점령하는데 성공했다.
젠길란시를 점령한 이후 아제르바이잔은 슈샤 인근의 라친과 라친 남쪽의 구바들르를 향해 아르차흐-아르메니아 국경을 따라 빠르게 북상중이며, 스테파네케르트로부터 얼마 떨어지지 않은 라친을 점령한다면 안 그래도 아르메니아에 불리한 전황이 훨씬 불리해질 것으로 보인다.
10월 25일 아제르바이잔군이 구바들르(Qubadli)시를 점령했다고 밝혔다.
10월 29일~30일부터 아제르바이잔군은 아르차흐 제 2의 도시인 슈샤(Shusha)방향으로 진격을 시작했다. 슈샤를 점령하면 아르메니아 본토와 아르차흐를 잇는 유일한 남은 통로인 M-12고속도로를 단절시키는 한편 수도인 스테파나케르트(한켄디)를 불과 1km 가리에서 감제할 수 있는 고지를 마련하는 것과 같기 때문에 슈샤는 아주 중요한 전략적 요충지로 주목을 받았다.
아르메니아 역시 슈샤와 M-12 고속도로 방위에 대다수의 병력을 집중중인 상황이다.
10월 30일부터 아제르바이잔군은 Signax등 슈샤 주변 마을에 후방침투부대를 파견하기 시작했고, 본격적인 공세도 그 무렵부터 시작해 11월 3일에는 슈샤 바로 앞까지 진격하는데 성공했다.
하지만 슈사는 사방이 산, 그것도 남쪽, 서쪽은 수직에 가까운 암벽이고 북쪽, 동쪽은 빼곡한 침엽수림에 가로막힌 천혜의 요새였으며, 정면 공격이 힘들어지자 아제르바이잔군은 북쪽으로 우회해 그곳의 M-12 고속도로를 통해 우회하기로 결정한다.
M-12 고속도로의 슈샤 진입부분은 양 옆이 산으로 둘러쌓인 계곡으로 그쪽으로 진입해야하는 아제르바이잔에게 상당히 불리한 지형이었지만, 선택의 여지가 없었던 아제르바이잔군은 그쪽으로 진입하게 되고 역시나 양 옆 산에서 가해진 포병사격에 의해 상당한 피해를 입는다. 하지만 아르메니아군은 그동안의 잇단 패배로 소년병, 여군까지 징집할정도로 매우 약해져있던 상태였고, 결국 슈샤 도심 진입에 성공해 11월 7일 슈샤의 통제권을 완전히 가져갔고, 다음날인 11월 8일 알리예프 대통령이 슈샤 점령을 공식 선언해 아제르바이잔 내의 승전 분위기는 극에 달한다.
수도 스테파나케르트 함락이 코앞으로 닥치자 아르메니아군, 아르차흐군은 11월 10일 사실상 항복이나 다름없이 불리한 조건의 종전협정문에 동의하고, 이 협정문의 내용에 따라 그동안 아제르바이잔의 점령한 땅+아제르바이잔이 점령하진 않았지만 92년 나고르노카라바흐 전쟁 당시 아르메니아가 탈취한 아제르바이잔의 땅이 아제르바이잔에게 반환되었다.
휴전협정의 결과로 아르차흐 공화국의 영토는 원래 나고르노카라바흐 자치주 영토의 대략 60%만 영유하는 정도로 매우 크게(약 80%로 추정) 축소되었고, 나머지 땅도 러시아 평화유지군이 철수하면 언제든 아제르바이잔에게 공격당할 수 있게 되었다.

## 휴전

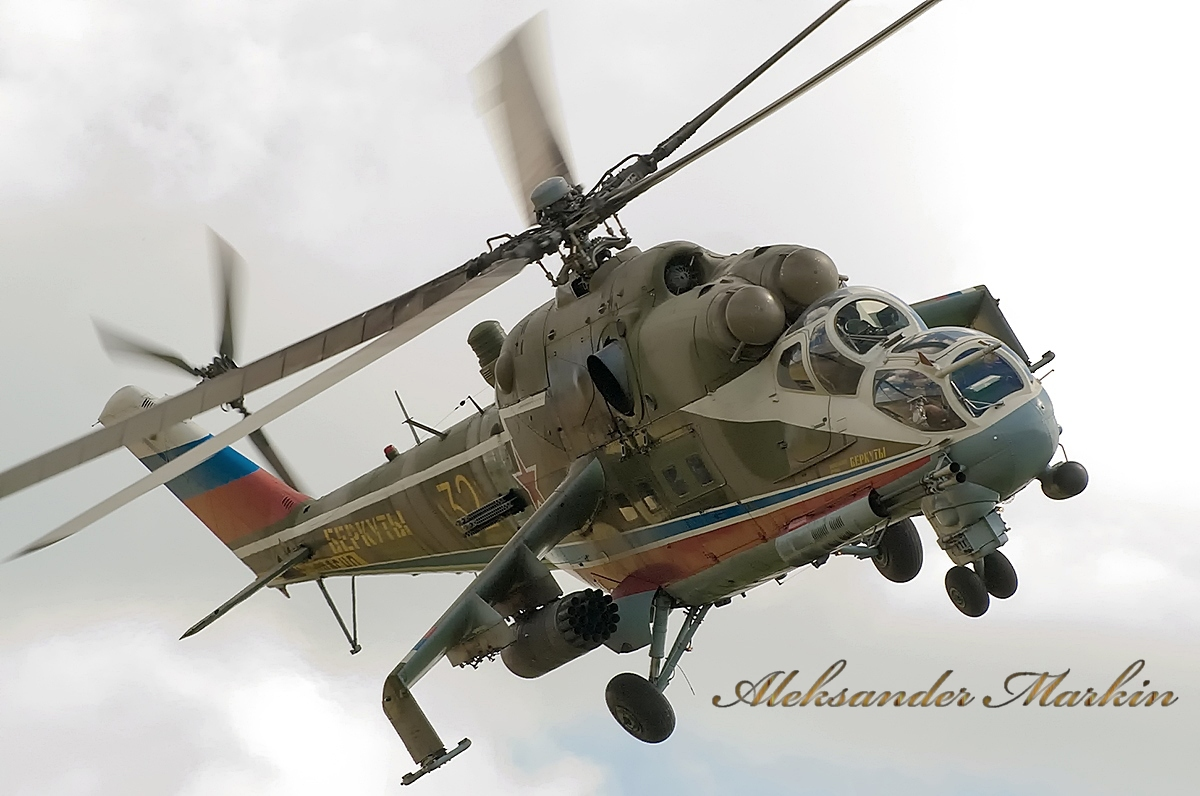
11톤 Mi-24 공격헬기. 미국의 10톤 아파치 보다 대형이다.

2020년 10월 25일, 세 번째 인도주의 휴전에 합의했다.
10월 28일, 아제르바이잔과 아르메니아는 서로 상대방이 합의를 위반했다고 비난하며 공방전을 계속했다.
11월 9일, 오후 6시 30분(현지시간)께 러시아 공격헬기 Mi-24 1대가 아제르바이잔 국경에 인접한 아르메니아 마을 예라스흐 인근 공중에서 지상에서 발사된 휴대용로켓포 공격으로 격추되었다. 헬기에 탑승한 러시아 조종사 3명 가운데 2명은 숨지고 1명은 부상해 후송되었다. 헬기는 아르메니아 제2도시 귬리의 시내에 주둔한 러시아 제102 군사기지 소속 차량 행렬을 호위하던 도중 피격돼 아르메니아 산지에 추락했으며 이 사고로 조종사 2명이 사망하고 1명은 부상해 주둔 기지로 후송됐다고 국방부는 전했다. 러시아 국방부는 피격 헬기가 전투 지역 밖의 아르메니아 영공에서 격추됐다고 덧붙였다.
11월 9일, 일함 알리예프 아제르바이잔 대통령이 푸틴 러시아 대통령에게 즉시 헬기 격추에 대해 오인사격이라면서, 사과했다. 그리고 일함 알리예프 아제르바이잔 대통령, 니콜 파시냔 아르메니아 총리, 블라디미르 푸틴 러시아 대통령 등은 9일(현지시간) 밤늦게 나고르노-카라바흐 분쟁 지역에서 전투와 모든 군사활동의 완전한 중단을 규정한 공동서명에 서명했다.
11월 11일, 세르게이 쇼이구 러시아 국방장관과 훌루시 아카르 터키 국방장관이 저녁(현지시간) 화상회의 뒤 나고르노-카라바흐 지역 공동휴전감시센터 창설 양해각서에 서명했다.

## 전후 예상
2020년 11월 9일 휴전 내용을 보면, 아제르바이잔과 터키 연합군이 기습 점령한 나고르노카라바흐 지역의 상당수를 러시아와 아르메니아가 인정하고, 대신 러시아군이 주둔하지 않았던 나고르노카라바흐 지역에 대규모 러시아군을 평화유지군이라는 명목으로 배치한다는 것이다. 러시아군 2000명을 5년 동안 배치할 것이라는데, 단순한 보병만 배치하는 것은 아닌것으로 보인다. 러시아 제102 군사기지 같은 연대급 기지를 설치할 가능성이 있다. 평화유지군 규모는 소화기로 무장한 병력 1천960명과 장갑수송차 90대, 군용차량 및 특수장비 380대 등이다.

## 나라별 반응

### 우크라이나
우크라이나는 성명을 통해 아제르바이잔의 입장을 지지하고 있다.

### 조지아 (국가)
조지아는 아르메니아와 아제르바이잔의 갈등을 중재하려고 유엔과 유럽 연합 그리고 NATO 등에 개입을 요청하였다.

### 터키
2020년 9월 28일, 러시아 주재 아르메니아 대사는 "터키가 시리아 북부에서 아제르바이잔으로 전투 요원 4천명을 이동시켰으며, 이들은 나고르노-카라바흐에서 전투에 참가하고 있다"고 말하였으며, 다음 날에 슈산 스테파냔 아르메니아 국방부 대변인은 "터키 공군의 F-16 전투기가 아르메니아 영공에서 우리 SU-25 전투기를 격추했다"고 밝혔다.
터키는 같은 튀르크계 국가인 아제르바이잔을 군사·경제적으로 지원해왔으며, 이는 비동맹 운동의 회원국인, 아제르바이잔의 중립적 정책을 위반한 것이다. 비슷한 언어를 사용하는 터키와 아제르바이잔의 국민들간의 의사소통이 가능하며, 서로를 형제 국가로 인식한다.
레제프 타이이프 에르도안 터키 대통령은 "아르메니아의 나고르노-카라바흐 점령으로 비롯된 위기를 종식할 때"라며 "아르메니아가 즉시 점령지를 떠나면 평화와 조화가 다시 찾아올 것"이라고 말했다.

### 북키프로스, 파키스탄
북키프로스와 파키스탄은 대체적으로 터키와 마찬가지로 아제르바이잔을 지지하고 있는 편이다.

### 이스라엘
이스라엘은 아제르바이잔을 지지하고 있는 것으로 보인다. 이스라엘은 중동 주요 국가 대신 석유를 아제르로부터 차관으로 조달되기 때문에, 아제르바이잔산 석유에 의지하고 있다.

### 사우디아라비아
사우디아라비아는 성명을 통해 아제르바이잔을 편들고 있다.

### 그리스, 키프로스
그리스와 키프로스 두 나라도 이 전쟁에 대한 책임이 아제르바이잔으로 결론지은 것으로 보인다. 그리스와 키프로스 양국 모두 러시아의 요청으로 아르메니아와 아제르바이잔 사이의 교전을 즉각 중지해달라고 주문한 바 있다.

### 미국 및 서방 국가들
미국의 경우는 대체적으로 중립을 유지하고 있다.
다만 프랑스와 캐나다는 터키와 아제르바이잔을 제재하고 아르메니아를 지지하였다.

## 기타
- 주 아제르바이잔공화국 대한민국 대사관은 홈페이지 통하여 긴급 공지를 올렸다.[41]

## 같이 보기
- 2014년 아르메니아-아제르바이잔 충돌
- 아르메니아-아제르바이잔 국경 위기